# Dwudziesty pierwszy rząd Izraela
Dwudziesty pierwszy rząd Izraela – rząd Izraela, sformowany 13 września 1984, którego premierem został Szimon Peres z Koalicji Pracy. Rząd został powołany przez koalicję „zgody narodowej” – Likud, Koalicja Pracy i mniejsze partie – mającą większość w Knesecie XI kadencji, po wyborach w 1984 roku. Funkcjonował do 20 października 1986, kiedy to, na mocy wcześniejszych ustaleń Peres zrezygnował, a premierem nowego  powstał rządu tej koalicji został Icchak Szamir.